# Turrisipho dalli
Turrisipho dalli är en snäckart som först beskrevs av Friele In Tyron 1881.  Turrisipho dalli ingår i släktet Turrisipho och familjen valthornssnäckor. Inga underarter finns listade i Catalogue of Life.